# Háng Đồng
Háng Đồng là một xã thuộc huyện Bắc Yên, tỉnh Sơn La, Việt Nam.
Xã Háng Đồng có diện tích 131,08 km², dân số năm 2008 là 2017 người, mật độ dân số đạt 15 người/km².